# Arhitectura organică

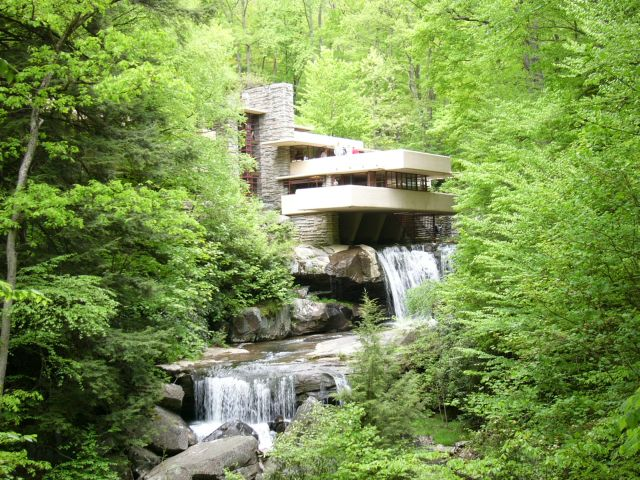
Vila Kaufmann (casa de pe cascadă), realizare a arhitectului american Frank Lloyd Wright.

Arhitectura organică este un termen, o perspectivă, o interpretare, o filosofie și o modalitate concretă a arhitecturii de a construi structuri și clădiri prin promovarea armoniei dintre habitatul uman și natură, care se realizează prin proiectarea clădirilor, interioarelor și a tuturor anexelor într-un asemenea mod încât opera umană este armonios integrată mediului, devenind o parte fluentă a locului, un continuu de la natură prin habitat către natură. 
Architecți precum Gustav Stickley, Antoni Gaudi, Frank Lloyd Wright, Louis Sullivan, Bruce Goff, Rudolf Steiner, Bruno Zevi, Aalvar Alto, Le Corbusier, Imre Makovecz, respectiv cel mai recent Friedensreich Hundertwasser, Ivan Taslimson, Hans Scharoun și Anton Alberts sunt printre cei mai cunoscuți promotori ai arhitecturii organice.

## Teoretizare
Teoreticianul arhitecturii David Pearson a propus un set de reguli, cunoscute sub numele de Gaia Charter, care se pot considera ca reprezentând esența filozofiei arhitecturii organice.  Aceste reguli sunt: 
"Lăsați designul: 
- să fie inspirat de natură și să fie durabil, sănătos, conservant și divers.
- să se "desfășoare", ca un organism, dinspre esență în exterior.
- să existe în "prezentul continuu" și să înceapă "mereu și mereu".
- să urmeze fluent "curgerea" și să fie flexibil și adaptabil.
- să satisfacă nevoile sociale, fizice și spirituale.
- să "crească din pământ" și să fie unic.
- să sărbătorească spiritul tineresc, ludic și surpriza.
- să exprime ritmul muzicii și puterea dansului.

## Fallingwater
Unul din exemplele cele mai cunoscute de arhitectură organică este celebra casă cunoscută sub numele de Fallingwater, locuința pe care Frank Lloyd Wright a proiectat-o pentru familia Kaufman în mediul rural al statului Pennsylvania.  Deși Wright a avut multe soluții pentru a proiecta clădirea, a ales cu totul surprinzător (pentru alții și total nesurprinzător pentru viziunea sa continuu progresivă) să o realizeze direct deasupra unei cascade.  Astfel, clădirea se încadrează extrem de armonios în pădure, fiind construită deasupra apei curgătoare și fiind parte continuă a pantei abrupte al albiei majore a pârâului.  Striațiunile orizontale ale zidăriei de piatră, care utilizează materiale locale, respectiv culoarea bej a betonului cornișelor, extensiilor și balcoanelor se încadrează "organic" în pădure. 

## Galerie de imagini

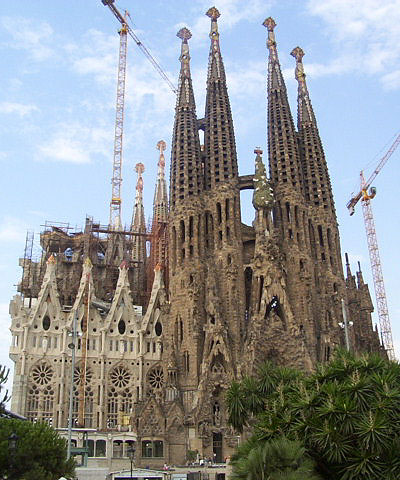
Sagrada familia, Barcelona -- Antoni Gaudi
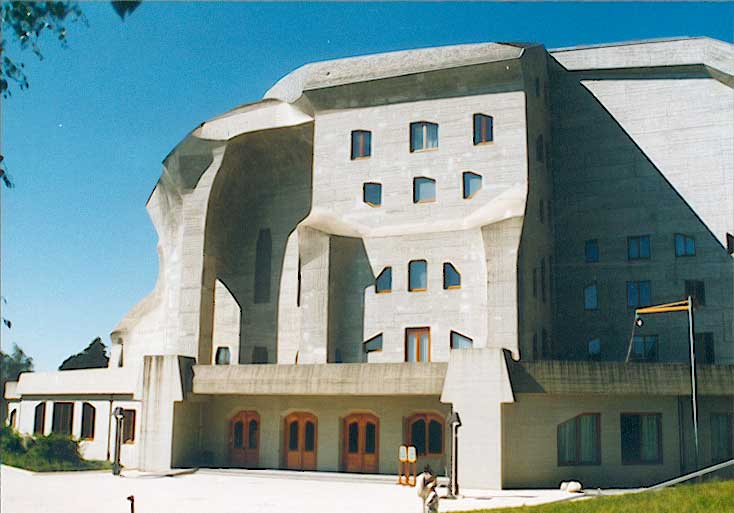
Al II-lea Goetheanum, Dornach - Rudolf Steiner
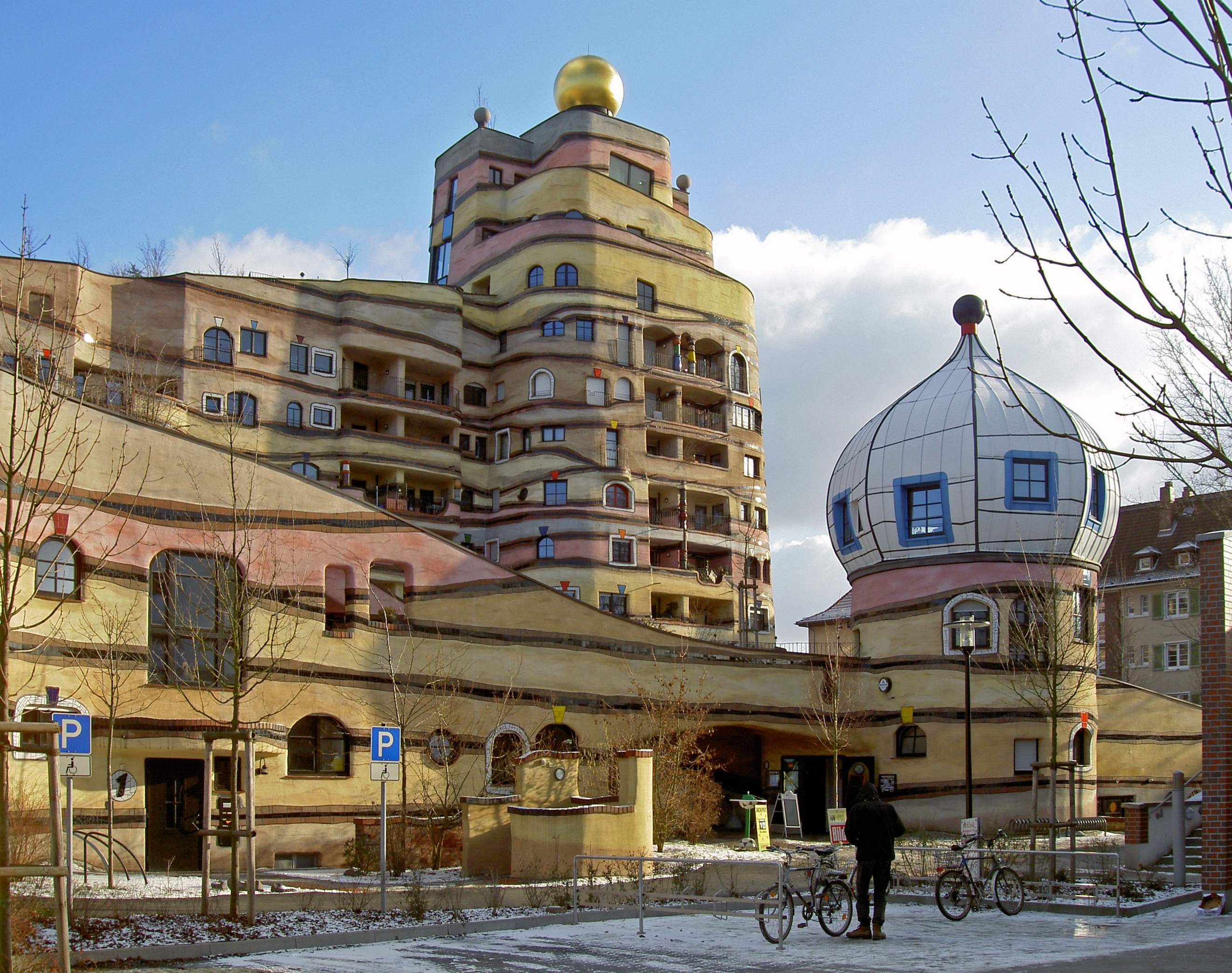
Waldspirale, Darmstadt -- Friedensreich Hundertwasser
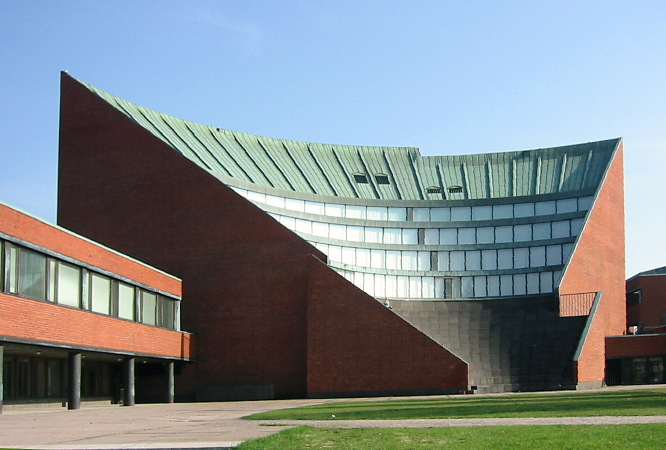
Auditorium, Universitatea din Helsinki -- Alvar Aalto
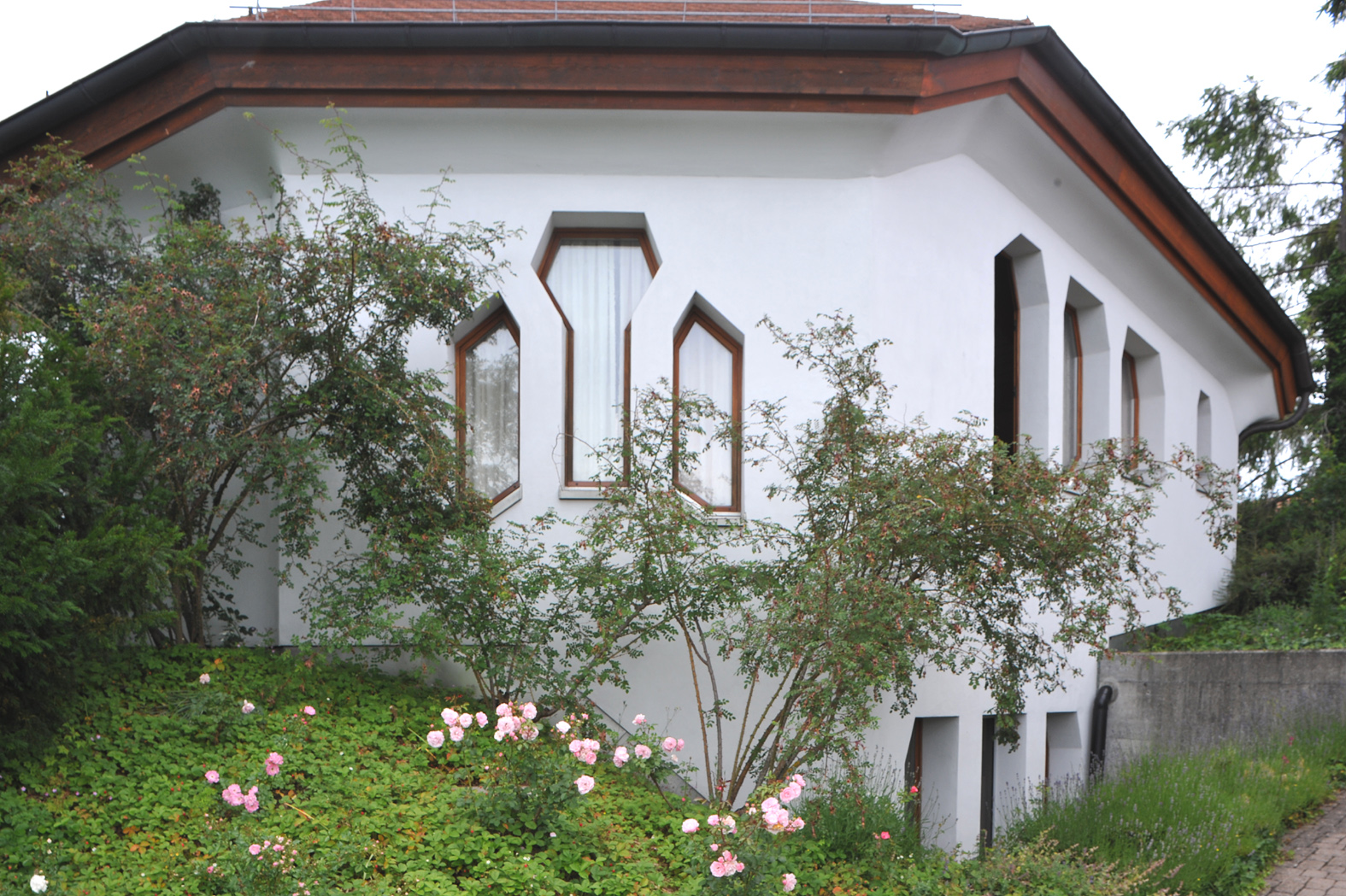
Ruettihubelbad bei Worb, Eurythmiesaal, Berna, Elveția
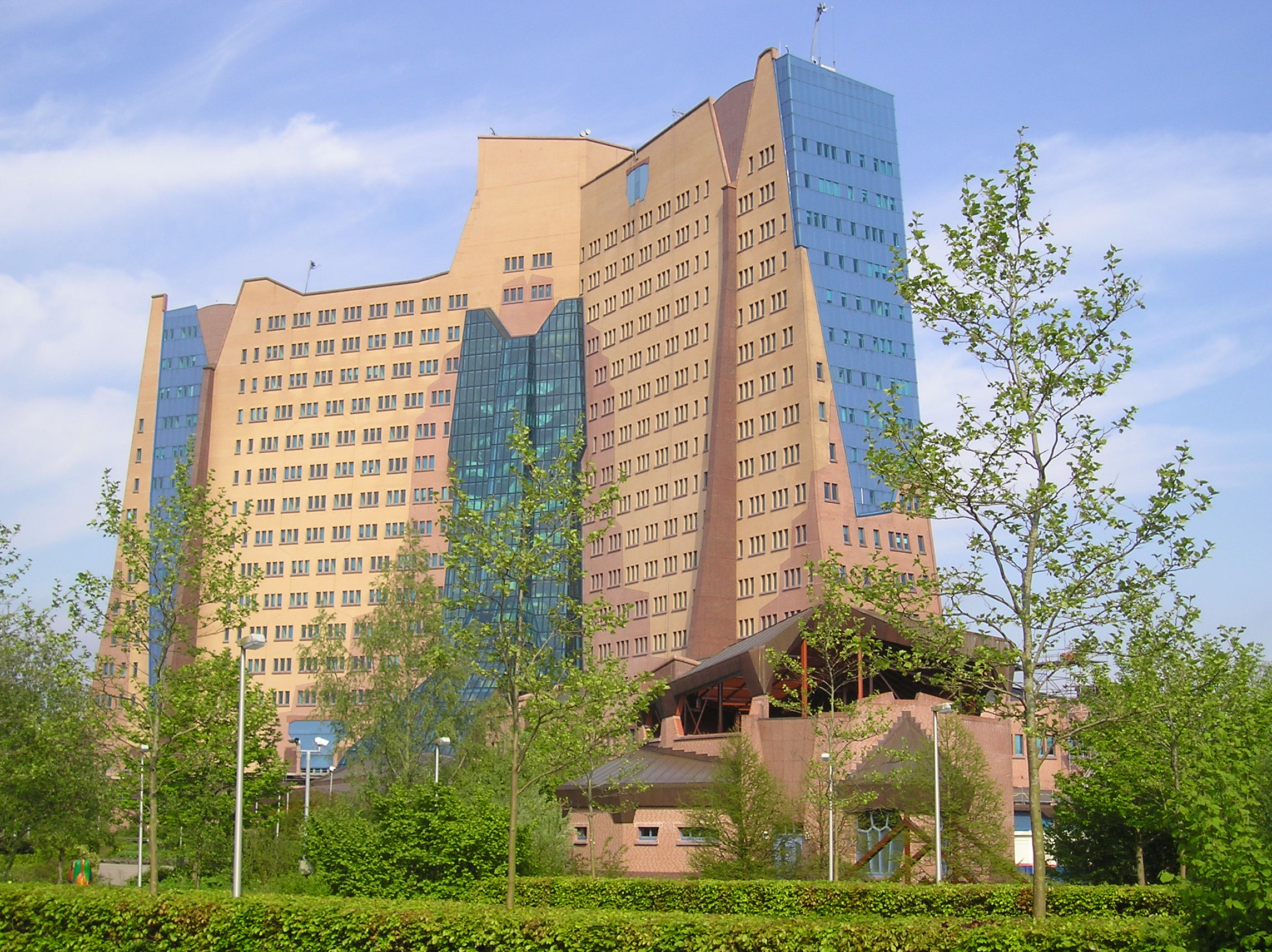
Sediul Gasunie, Groningen -- Anton Alberts
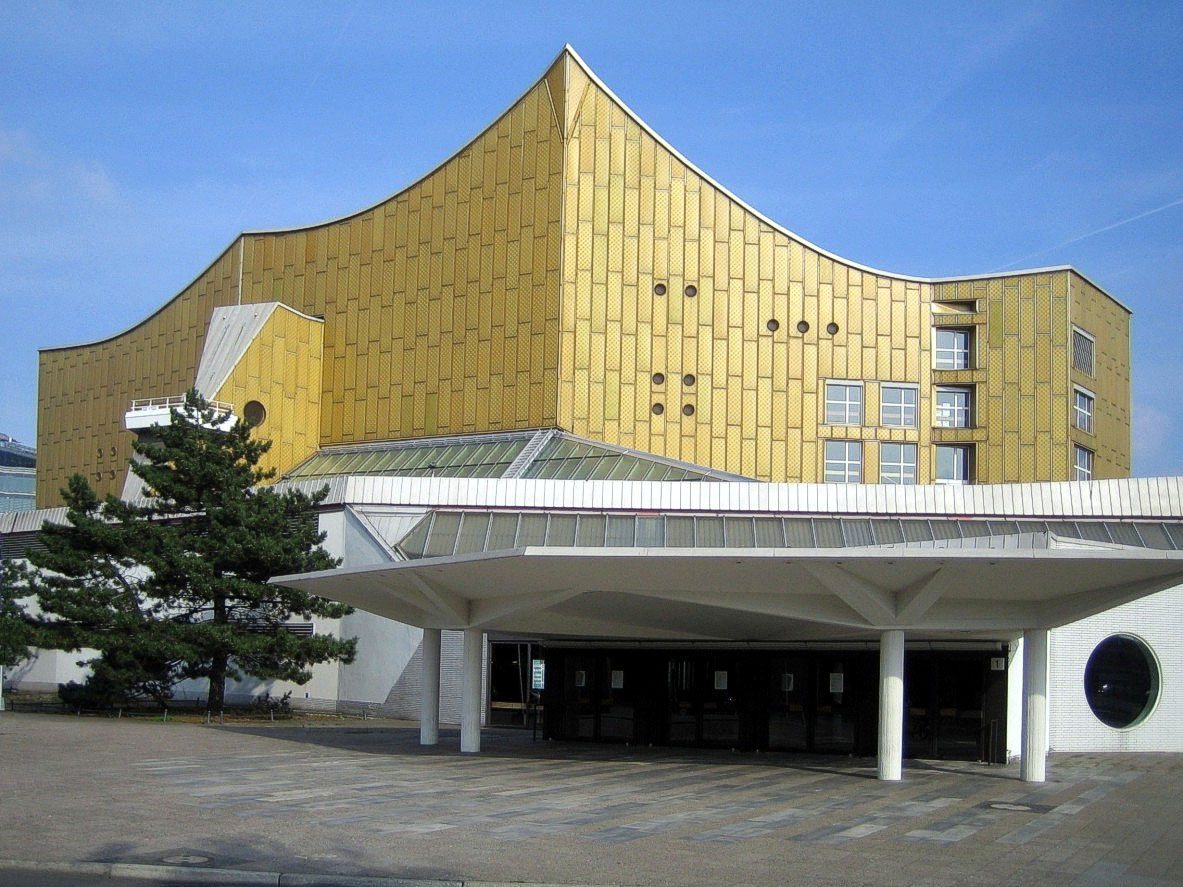
Philharmonie, Berlin -- Hans Scharoun
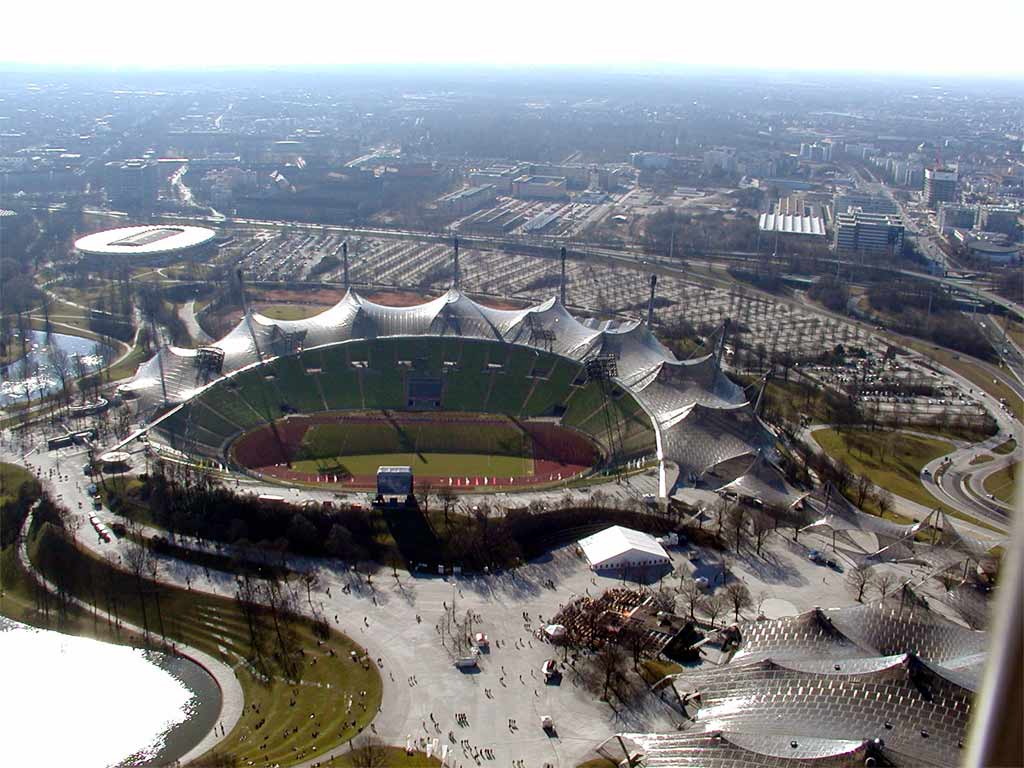
Olympiastadion, München --
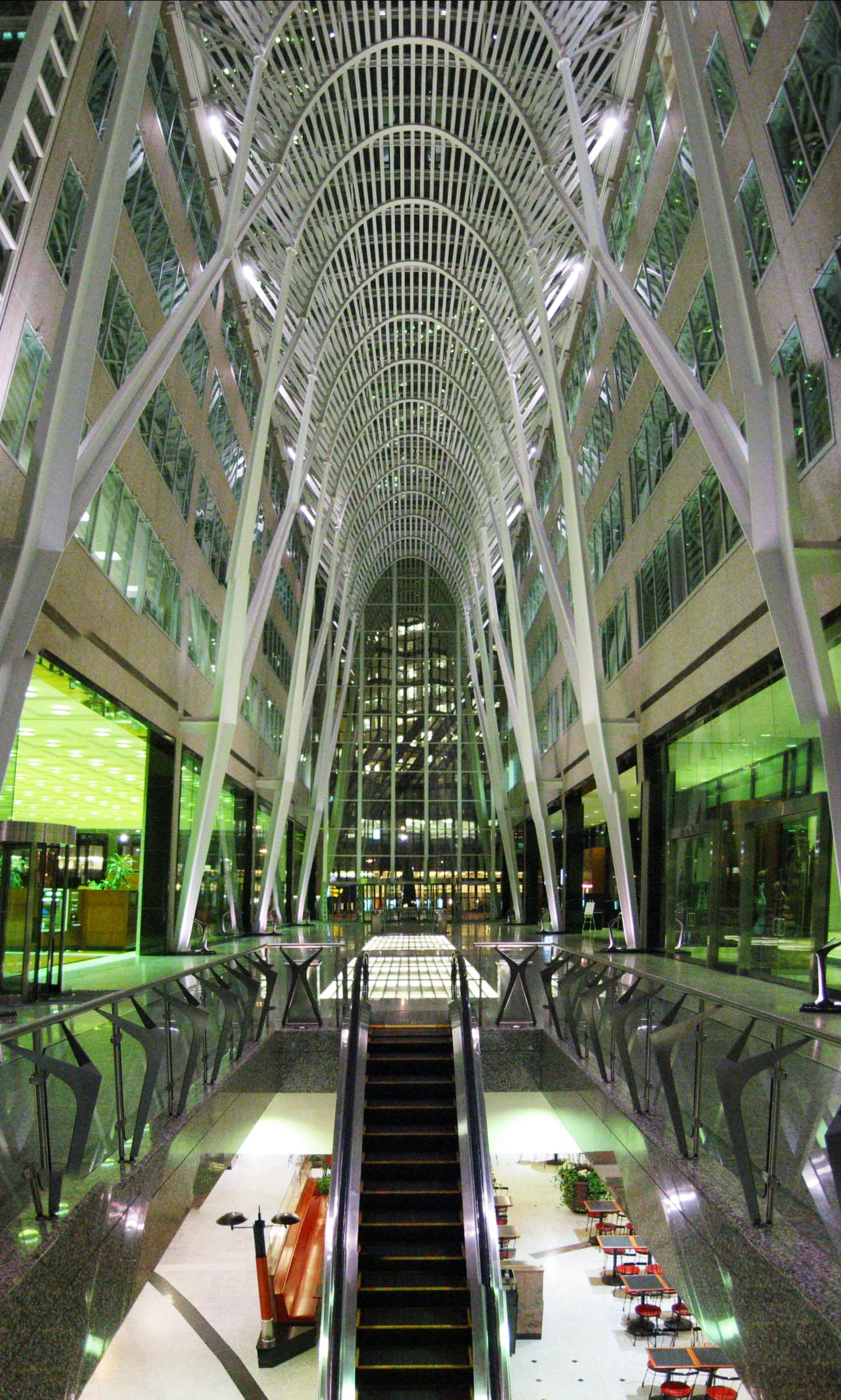
BCE Place Galleria, Toronto -- Santiago Calatrava
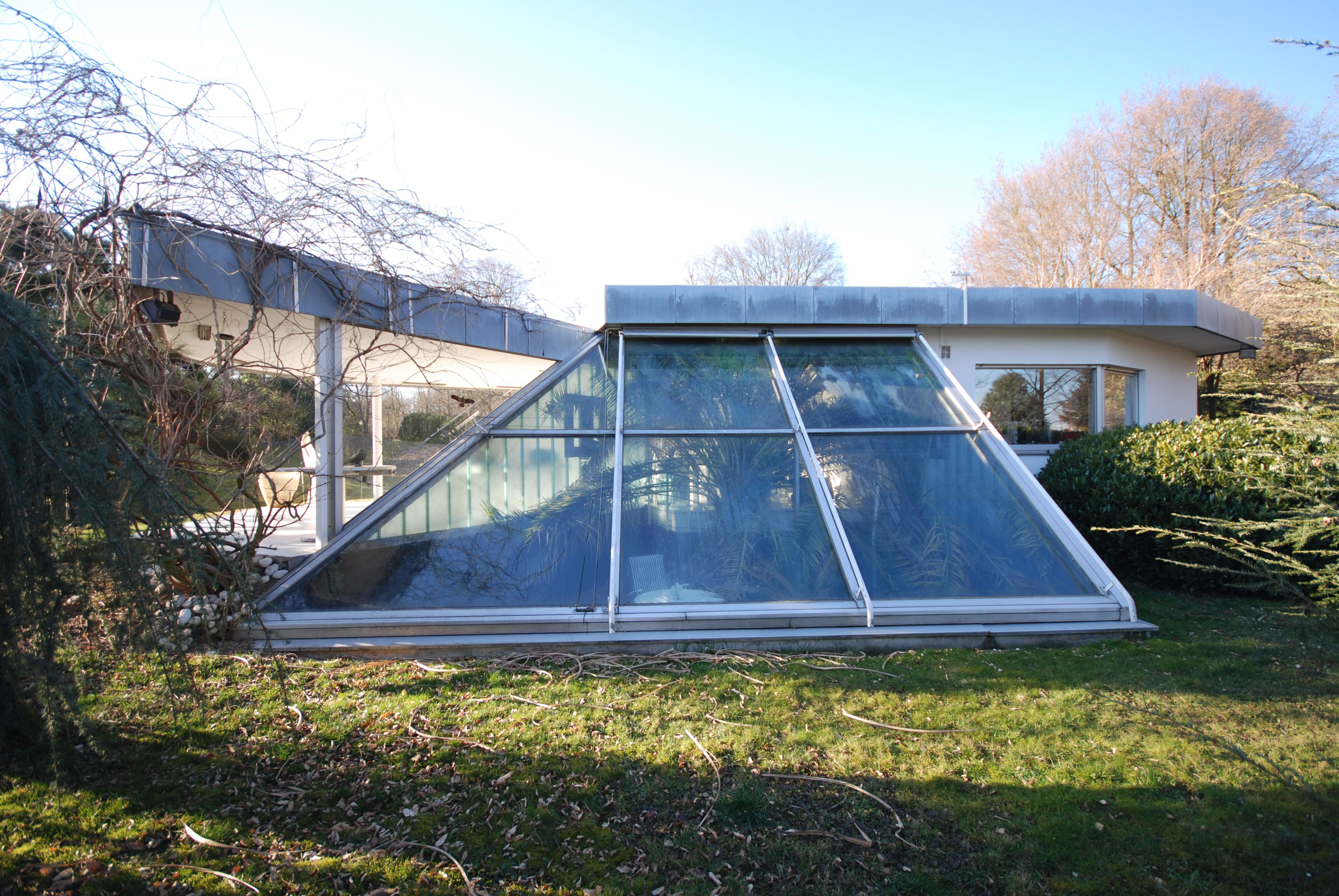
Vila Straub Junior de Chen Kuen Lee, (1978)
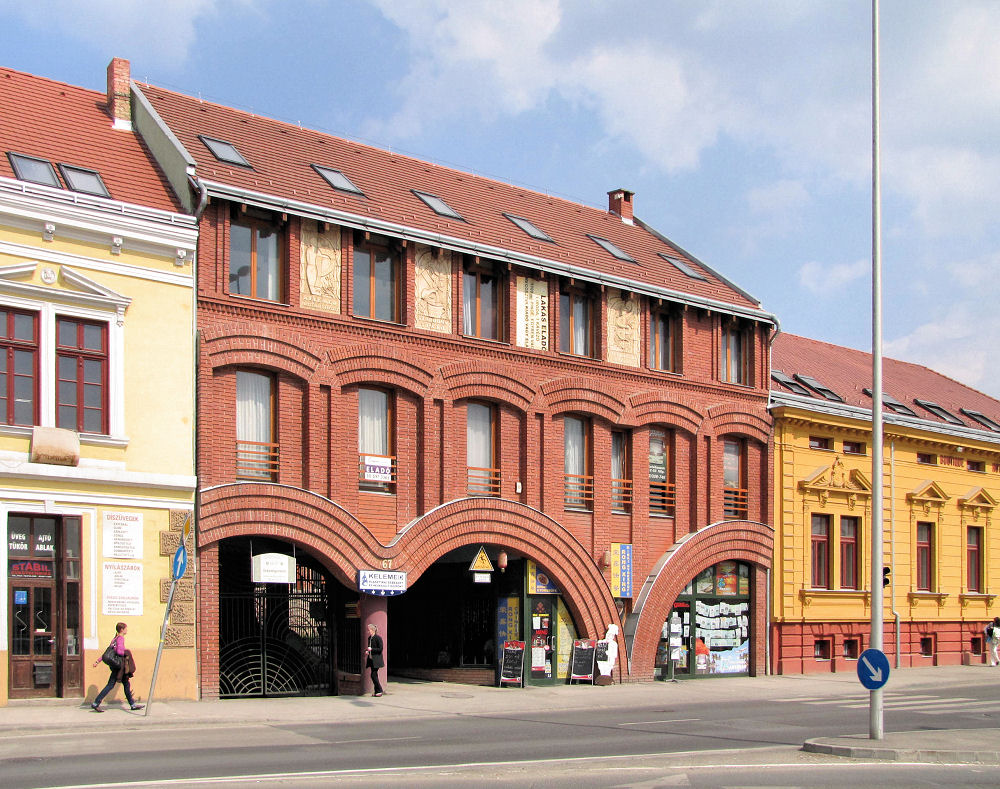
Clădire din  Pécs, Ungaria
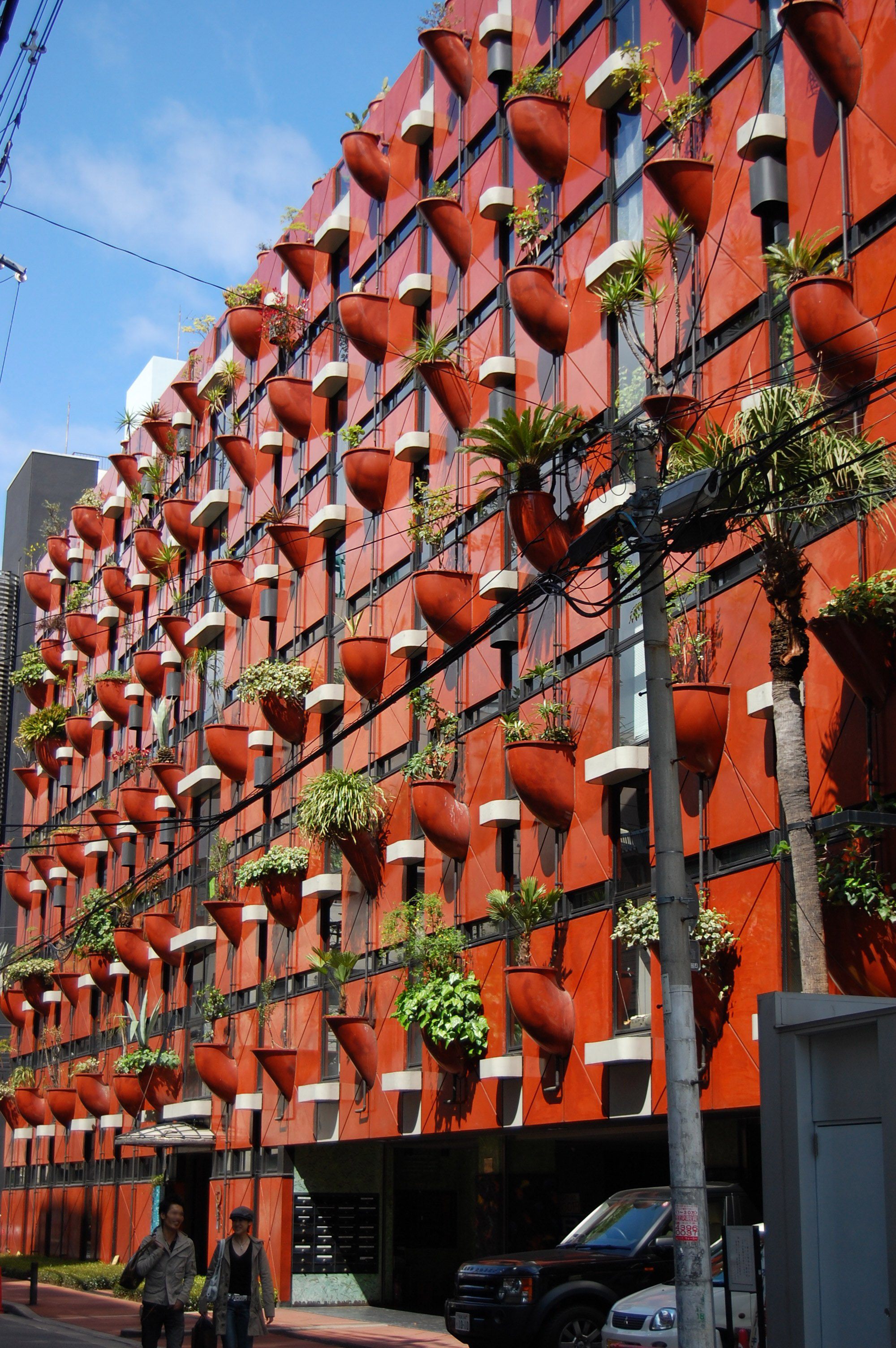
Clădire "organică", Osaka, Japonia